# Marfaux
Marfaux é uma comuna francesa na região administrativa do Grande Leste, no departamento de Marne. Estende-se por uma área de 6.75 km², e possui 115 habitantes, segundo o censo de 2018, com uma densidade de 17 hab/km².